# Eilean nan Gamhna, Kerrera
Eilean nan Gamhna är en obebodd ö i Argyll and Bute, Skottland. Ön är belägen 2,4 km från Ardantrive.